# Salvador Castañeda O'Connor
Salvador Castañeda O'Connor (14 de octubre de 1931-Guadalajara, 18 de septiembre de 2019) fue un político mexicano del Partido Popular Socialista, Partido Socialista Unificado de México y del Partido Popular Socialista Mayoritario.

## Biografía
Fue miembro del Partido Popular Socialista hasta que fue expulsado del mismo en julio de 1976, a raíz del conflicto interno que se suscitó tras las elecciones de Nayarit de 1975, formando el PPSM junto a Alejandro Gascón Mercado. 
Fue diputado federal en la LII Legislatura del Congreso de la Unión de México. Durante los últimos años de su vida fue director de la Revista Unidad Comunista e integrante de la Dirección Colectiva del Partido de los Comunistas. 
Falleció en la ciudad de Guadalajara, Jalisco, a las 11:50 horas del día 18 de septiembre del año 2019  después de una operación a corazón abierto.